# Voyage en face sud
Voyage en face sud est un documentaire d'alpinisme de Patrick Cordier et Jacques Ramouillet qui montre la première ascension en solitaire de la face sud de l'Aiguille du fou en 1976 par Patrick Cordier lui-même. 
L'ascension a été filmée par Jacques Ramouillet depuis une arête voisine. Pierre Torlasco fut chargé d'assurer Jacques Ramouillet pendant qu'il tournait. Pour cette ascension filmée, à la tenue traditionnelle de l'alpiniste, Patrick Cordier préfère le code vestimentaire de son époque, des vêtements blancs, un pantalon à pattes d'éléphant et un bandeau retenant ses cheveux.
Le film a été présenté au Festival de film de  Trente de 1977 et au Gala de la montagne, salle Pleyel à Paris.
Dans la revue d'alpinisme Passage, Xavier Fargeas considère le film comme maladroit et marqué par une « immaturité d'utilisation de l'outil cinématographique ».

## Fiche technique
- Réalisateur : Patrick Cordier[2]
- Images : Jacques Ramouillet
- Durée : 27 min[2]